# Pardosa selengensis
Pardosa selengensis là một loài nhện trong họ Lycosidae.
Loài này thuộc chi Pardosa. Pardosa selengensis được Odenwall miêu tả năm 1901.